# Tilepata
Tilepata (nep. तिलेपाटा) – gaun wikas samiti w zachodniej części Nepalu w strefie Bheri w dystrykcie Dailekh. Według nepalskiego spisu powszechnego z 2011 roku liczył on 971 gospodarstw domowych i 5594 mieszkańców (2741 kobiet i 2853 mężczyzn).